# مری بی میچل (قایق دو دکله)
مری بی میچل (قایق دو دکله) (به انگلیسی: Mary B Mitchell (schooner)) یک کشتی بود که طول آن 129' 7" بود. این کشتی در سال ۱۸۹۲ ساخته شد.